# Dražovice (district de Klatovy)
Pour les articles homonymes, voir Dražovice.
Dražovice (en allemand : Draschowitz, précédemment : Dražowitz) est une commune du district de Klatovy, dans la région de Plzeň, en République tchèque. Sa population s'élevait à 162 habitants en 2021.

## Géographie
Dražovice se trouve à 30 km au sud-est de Klatovy, à 60 km au sud-sud-est de Plzeň et à 113 km au sud-ouest de Prague.
La commune est limitée par Čímice au nord, par Žihobce à l'est et au sud, et par Podmokly à l'ouest.

## Histoire
La première mention écrite du village date de 1356.

## Galerie

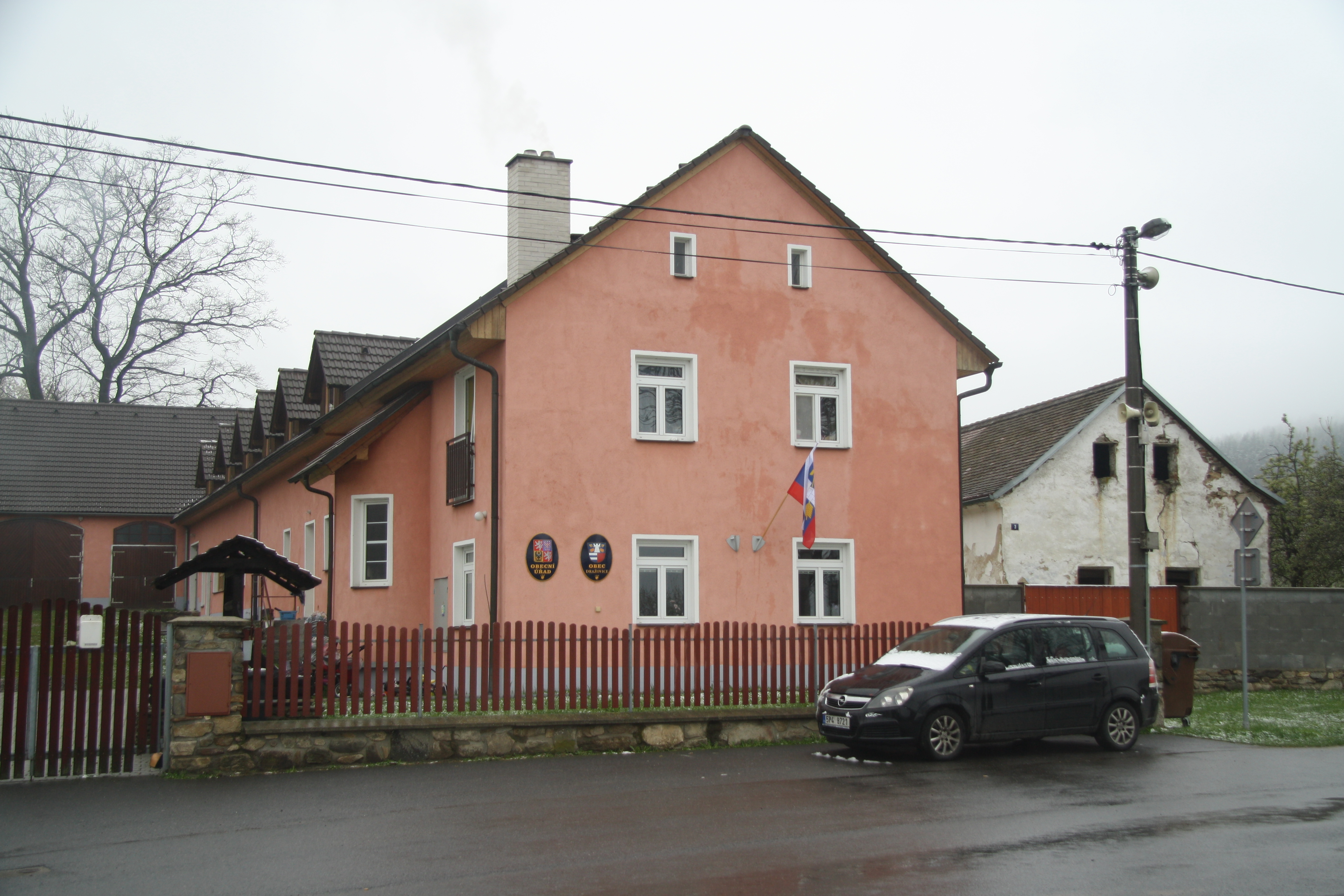
Mairie de Dražovice.
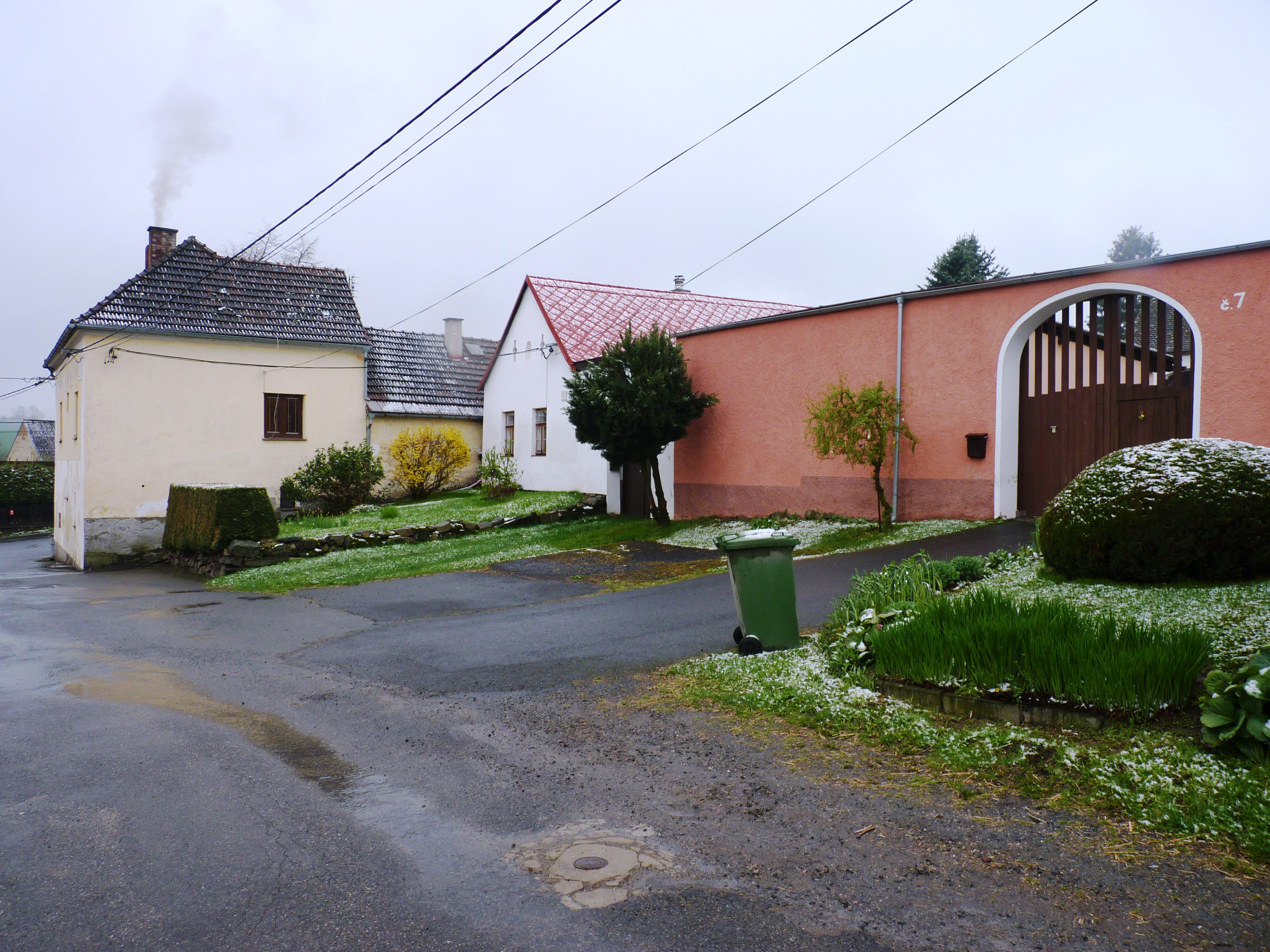
Maisons à Dražovice.

## Transports
Par la route, Dražovice se trouve à 10 km de Sušice, à 39 km de Klatovy, à 77 km de Plzeň et à 130 km de Prague.